# 関口礼子
関口 礼子（せきぐち れいこ、1937年3月18日 - ）は、日本の教育学者。元図書館情報大学教授。
東京生まれ。1959年お茶の水女子大学文教育学部文学科卒、1972年東京大学大学院教育学研究科博士課程単位取得退学。1969年ミュンスター大学（ベストフェリッシェ・ビルヘルムス大学）国家社会学部社会学・教育学博士。1975年聖徳学園岐阜教育大学助教授、1982年図書館情報大学助教授、教授、2002年定年退官、大妻女子大学社会情報学部教授、2009年日本の社会研究所教授研究員。『カナダハイスクール事情』で1998年カナダ首相出版賞受賞。1988年、旧姓（関口）使用を求めて図書館情報大学を提訴、一審で敗訴、1998年控訴審で和解。

## 著書
- 『変革期における西ドイツ高等教育』昭和堂 1980
- 『誕生から死まで カナダと日本の生活文化比較』勁草書房 1991
- 『カナダハイスクール事情』学文社 1997
- 『学校図書館が教育を変える カナダの実践から学ぶもの』全国学校図書館協議会 1999

### 共編著
- 『現代教育の基礎』編 昭和堂 1983
- 『カナダ多文化主義教育に関する学際的研究』編著 東洋館出版社 1988
- 『揺らぐ社会の人間形成』編著 勁草書房 1988
- 『生活のなかの図書館』編著 学文社 1992
- 『高齢化社会への意識改革 老年学入門』編 勁草書房 1996
- 『新・生活のなかの図書館』編著 学文社 2000
- 『新しい時代の生涯学習』小池源吾、西岡正子、鈴木志元、堀薫夫共著 有斐閣アルマ 2002
- 『情報化社会の生涯学習』編著 学文社 2005
- 『カナダの教育 3　多様社会カナダの「国語」教育 高度国際化社会の経験から日本への示唆』浪田克之介共編著 東信堂 2006

## 論文
- <関口礼子